# Combat de la Vilorais
Chouannerie
Batailles
Le combat de la Vilorais a lieu le 26 mars 1794, pendant la Chouannerie.

## Prélude
En mars 1794, un détachement de 50 hommes de la garde nationale de Saint-Marc-le-Blanc est envoyé occuper le bourg de Billé. Un patriote de Billé, le chirurgien Jean Monclair, est placé à la tête de cette petite garnison. Vers le milieu du mois de mars, les 50 gardes nationaux de Saint-Marc-le-Blanc sont remplacés par un même nombre de gardes nationaux de Saint-Georges-de-Reintembault.  Montclair se plaint alors au commandant de Fougères « qu'à tort on lui avait changé ses hommes, puisqu'on exigeait de lui des sorties et qu'au lieu d'apprendre un succès de sa part à quelques sorties, on apprendrait la nouvelle de sa mort ».

## Déroulement
Le 26 mars, informé que des chouans sont à Parcé, les républicains se portent dans cette commune. Ne découvrant aucun insurgé, ils gagnent alors les champs de la Vilorais, près de la Racinaye. Soudainement, des chouans cachés derrière des fossés ouvrent le feu sur les patriotes et jettent la panique dans leurs rangs. Monclair tente néanmoins une attaque avec une poignée de combattants, mais il est tué ainsi que quatre de ses gardes nationaux. Son corps est retrouvé sur le chemin de la Martinière au Vivier-de-la-Pierre, le cadavre de son chien à ses côtés. Un autre garde national, nommé Magdeleine Duhamel, est tué dans la cour du village de Melvin. Le soir même du combat, 100 hommes de la garde nationale de Saint-Marc-le-Blanc sont envoyés en renfort à Parcé.